# Lądowisko Alt Siedel
Alt Siedel – nieistniejące obecnie lądowisko Luftwaffe, sklasyfikowane jako lądowisko polowe (Feldflugplatz). W trakcie kampanii wrześniowej z lądowiska operowały samoloty Henschel 123 przynależące do jednostki bezpośredniego wsparcia II./LG2. Brak danych na temat dalszego wykorzystania.